# Hà Trạch
Hà Trạch (tiếng Trung: 菏泽 (chữ Hán giản thể) ／ 菏澤 (phồn thể); phanh âm: Hézé) là một địa cấp thị ở tỉnh Sơn Đông, Trung Quốc. Địa cấp thị cực Tây của Sơn Đông, giáp Tế Nam về phía Đông và các tỉnh Hà Nam và An Huy lần lượt về phía Tây và phía Nam.

## Hành chính
Địa cấp thị Hà Trạch quản lý 9 số đơn vị cấp huyện, bao gồm 2 quận nội thành và 7 huyện.
- Khu Mẫu Đan (牡丹区)
- Khu Định Đào (定陶区)
- Huyện Tào (曹县)
- Huyện Thành Vũ (成武县)
- Huyện Thiện (单县)
- Huyện Cự Dã (巨野县)
- Huyện Vận Thành (郓城县)
- Huyện Quyên Thành (鄄城县)
- Huyện Đông Minh (东明县)

Các đơn vị này lại được chia ra 158 số đơn vị cấp hương.

## Kinh tế
Hà Trạch là trung tâm lớn nhất Trung Quốc trồng cây "quốc hoa" mẫu đơn, do đó Khu Mẫu Đơn được đặt tên loài hoa này. Hơn 30% thu nhập của Hà Trạch từ kinh doanh hoa mẫu đơn. Theo tài liệu của chính quyền, có khoảng 800.000 người sống ở đây năm 1995.